# Michelin
Michelin («Мишле́н») — французская компания, производитель шин, один из лидеров в своей отрасли. Полное наименование — Compagnie Générale des Établissements Michelin. Штаб-квартира — в Клермон-Ферране. По организационно-правовой форме является акционерной коммандитой.

## История
Основана в 1889 году. Первоначально компания производила шины для велосипедов, позже выйдя на рынок автошин (в 1891 году компанией был получен патент на производство съёмных пневматических шин). В 1907 году открылось первое предприятие Michelin за пределами Франции — в Турине.

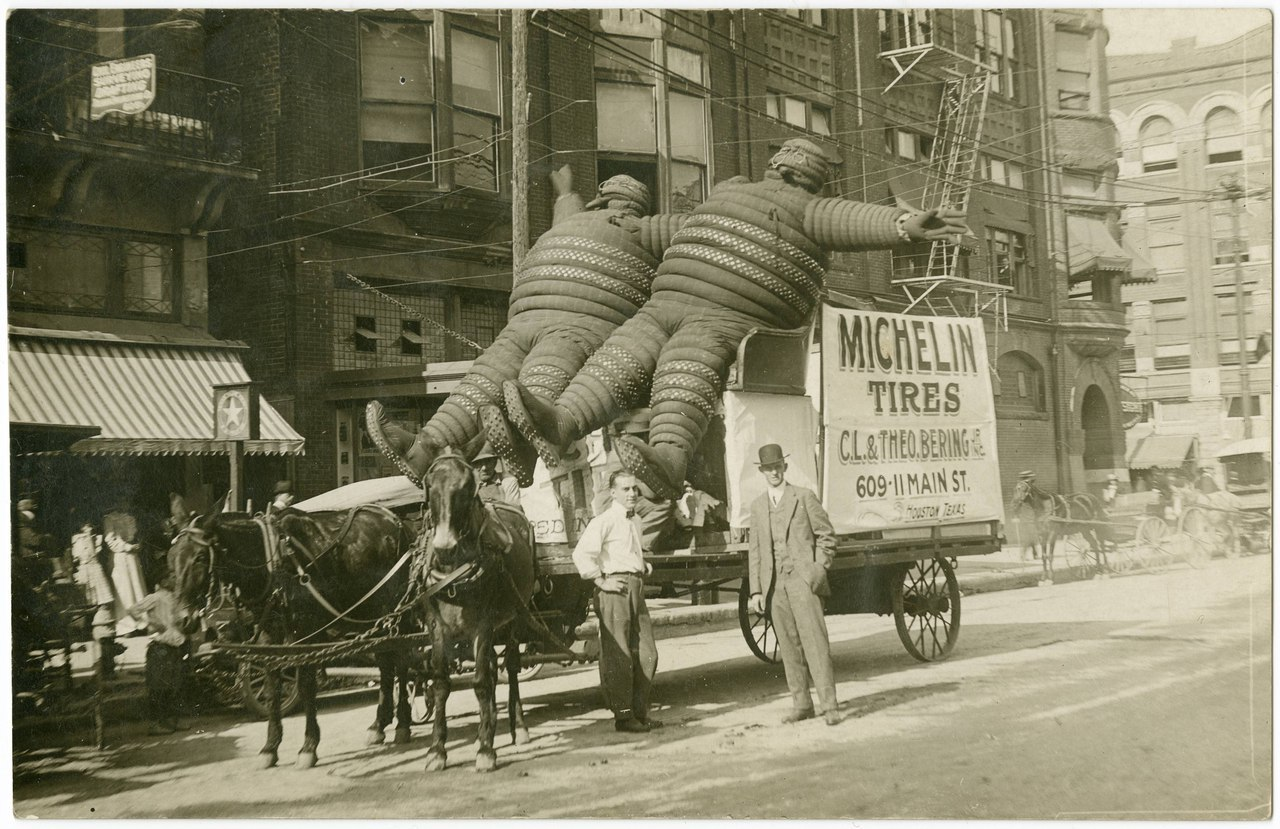
Экипаж с рекламой компании «Michelin». США, Техас, 1911 год

С 1934 года по 1976 год Michelin владела автомобильным производителем Citroën. В 1988 году компания поглотила американского производителя шин B.F. Goodrich Company, что вывело её на первое место на мировом рынке; всего за всю историю компании она приобрела в общей сложности около десяти шинных компаний разной величины. Michelin является автором многих инноваций в шинной индустрии, таких, например, как изобретение радиальных шин в 1946 году. Также одним из наиболее важных моментов было появление на рынке в 1992 году так называемых «зеленых шин» Energy, имеющих низкий коэффициент сопротивления качению, что позволяет экономить топливо.
C 1999 года по май 2006 года компанию возглавлял Эдуард Мишлен; 26 мая 2006 года он утонул в ходе рыбалки на яхте у западного побережья Франции (Бретань). После этого во главе компании стал Мишель Ролье, не являющийся членом семьи Мишлен.

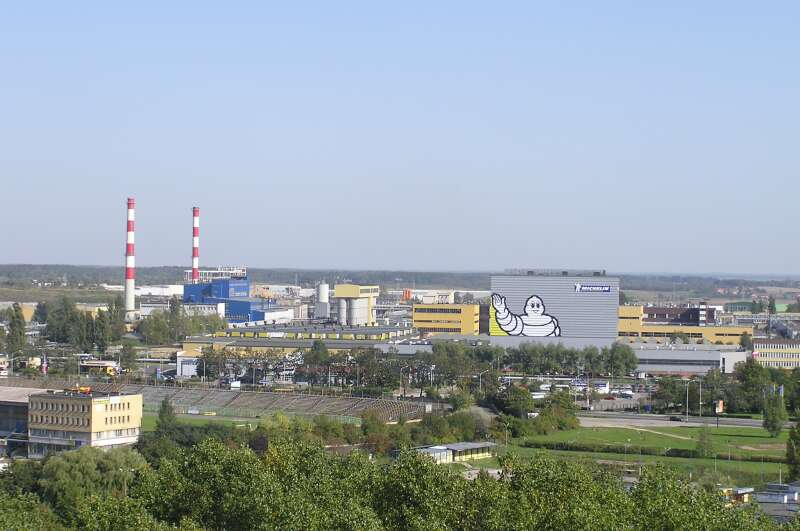
Завод Michelin в польском городе Ольштыне

## Деятельность
Компания выпускает широкий спектр шинной продукции для автомобильной, сельскохозяйственной техники, велосипедов и мотоциклов, а также самолётов. Также компания знаменита своими картами и путеводителями ViaMichelin. Компании принадлежит 123 завода в 26 странах.
Рынок шин в 2020 году оценивался в 153 млрд долларов, доля Michelin на нём составила 15 %, ближайшие конкуренты — Bridgestone (13,6 %) и Goodyear (7,5 %).
Подразделения по состоянию на 2021 год:
- Легковые автомобили — шины для легковых автомобилей, 50 % выручки.
- Грузовой транспорт — шины для грузовых автомобилей и автобусов, 26 % выручки.
- Специализированные шины — шины для самолётов, сельскохозяйственной и горнодобывающей техники, мотоциклов и велосипедов, 23 % выручки.

Регионы деятельности:
- Европа — 43 предприятия, 2 научно-исследовательских центра, 66 тыс. сотрудников, 38 % продаж.
- Северная Америка — 38 предприятий, 1 научно-исследовательский центр, 24 тыс. сотрудников, 35 % продаж.
- Азия — 32 предприятия, 4 научно-исследовательских центра, 19 тыс. сотрудников.
- Южная Америка — 6 предприятий, 1 научно-исследовательский центр, 8 тыс. сотрудников.
- Африка, Ближний Восток и Индия — 4 предприятия, 1 научно-исследовательский центр, 8 тыс. сотрудников.

Из 5 млрд евро расходов на сырьё в 2021 году 28 % пришлось на натуральный каучук, 23 % — на синтетический каучук, 18 % — на наполнители, 14 % — на различные химикаты, 10 % — на стальной трос, 7 % — на текстильные материалы. Гевею бразильскую для производства шин Michelin выращивают 6 млн фермеров в Шри-Ланке, Индонезии, Таиланде, Кот-д’Ивуаре, Гане, Нигерии, Либерии и Бразилии.

### Спорт

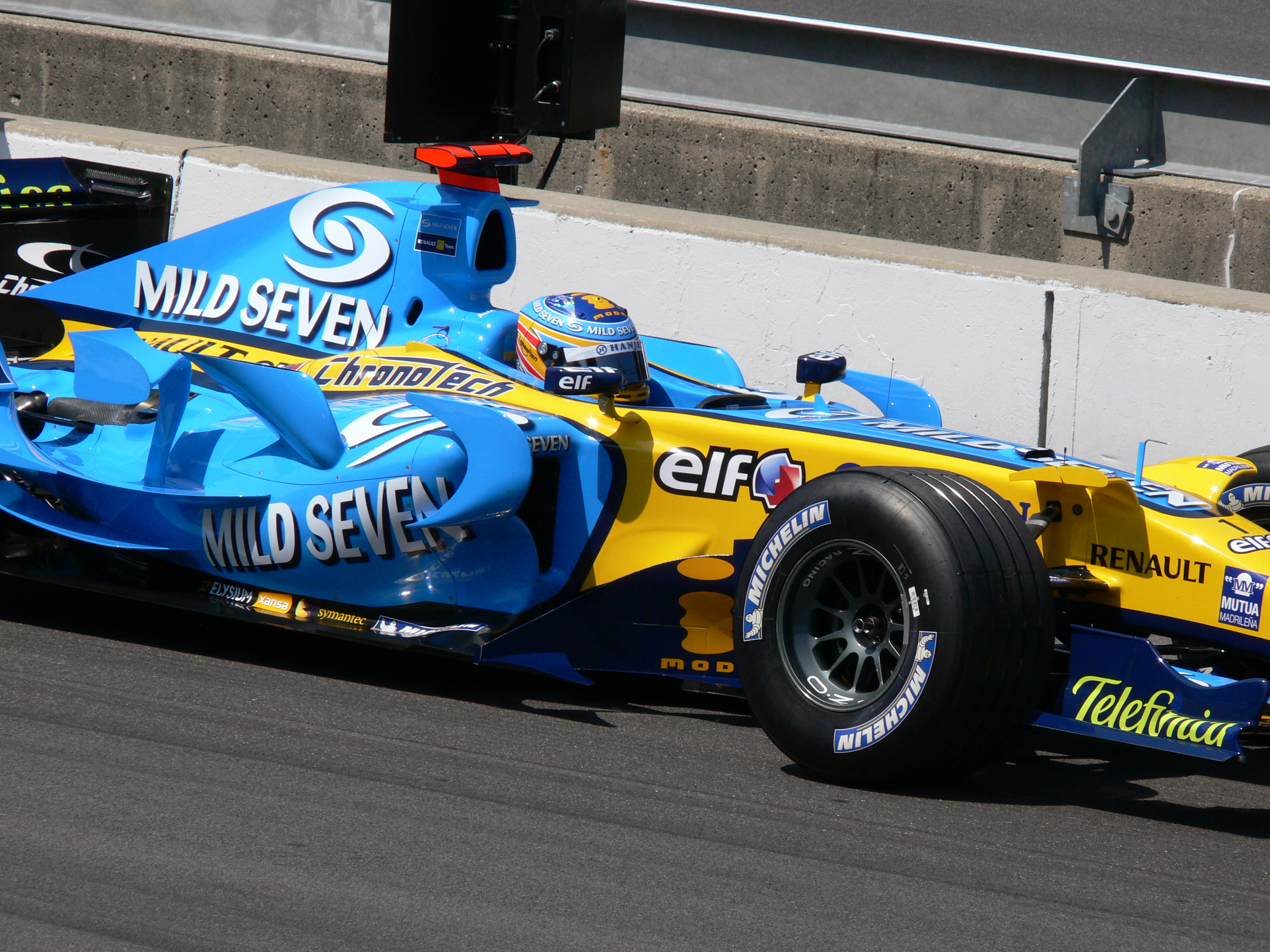
Болид Renault «Формулы-1» 2006 года с шинами Michelin

Шины Michelin широко используются в авто- и мотоспорте.
В начале 2000-х компания была представлена в «Формуле-1» и быстро вышла вперёд в «шинной войне» с конкурентами из Bridgestone. К 2005 году все команды, кроме трёх, использовали шины Michelin, в том числе доминировавшая в чемпионатах 2005—2006 годов команда Renault. Michelin и Renault тесно сотрудничали при разработке шин, и считается, что именно это сотрудничество позволило команде стать лидерами чемпионата. Однако по репутации Michelin был нанесён удар в результате шинного скандала на этапе Формулы-1 Гран-при США 2005 года, во время которого все команды Michelin вынуждены были сняться с соревнования из-за дефекта шин.
Недовольная «шинной войной» и фаворитизмом к Renault со стороны Michelin (а также к Ferrari со стороны Bridgestone), Международная федерация автоспорта объявила, что с 2007 года в чемпионатах «Формулы-1» все команды должны использовать одинаковые шины от одного производителя-монополиста. Michelin имели возможность побороться за эту монополию, но отказались от борьбы, сославшись на то, что для них в рекламных целях интересно только соперничество. Поэтому 2006 год, несмотря на чемпионский титул Фернандо Алонсо (выступавшего на шинах Michelin), стал последним для французских шинников. С 2007 года в Формуле-1 вновь монополия Bridgestone, а с 2011 года — Pirelli.
С 2016 года шины Michelin используются в следующих чемпионатах:
- Чемпионат мира по автогонкам на выносливость
- Чемпионат мира по шоссейно-кольцевым мотогонкам
- Чемпионат спорткаров IMSA
- Европейская серия Ле-Ман

### Разработки, патенты и технологии Мишлен
Компания Мишлен выпускает различные виды шин для легковых и грузовых автомобилей, мотоциклов и прочей колесной техники. В производстве автомобильных шин компания использует ряд запатентованных технологий, которые качественно отличают их продукцию от конкурентов.
- BAZ Technology™. Michelin использует особую конструкцию протектора, которая подразумевает встроенные нейлоновые нити, свернутые особым образом. Эти нити расположены в районе протектора над металлическим кордом. такая конструкция помогает противостоять центростремительному ускорению и как следствие — избежать перекашиванию шины на высоких скоростях.

- EverGrip™ Technology — эта технология запатентована компанией и позволяет комбинировать дизайн протектора с целью повышения уровня безопасности шин. Шины, построенные на основании этой технологии, не просто изнашиваются, а особым образом меняют структуру протектора в силу высокой тяги, что делает езду более безопасной на заснеженных и мокрых дорогах.

- Zero Pressure Technology™ — предусматривает особую конструкцию шин с усиленной боковой стенкой. Такая конструкция позволяет продолжать поддерживать вес транспортного средства даже в случае потери давления воздуха. Технология позволяет продолжать движение со скоростью 50-55 миль в час в течение некоторого времени для последующей комфортной замены колеса[4].
- Tweel Technology — безвоздушные радиальные шины, исключают проколы и не требуют постоянного обслуживания. Технология подразумевает, что воздушную «подушку» внутри шины заменяют спицы. Шины производят в сборе с диском, то есть на транспорт монтируют готовое колесо. Из-за новизны технологии нашли применение только на мини-погрузчиках, малой садовой и газонной технике. Планируется, что безвоздушные шины для легковых автомобилей появятся в продаже в 2024 году.
- Selfseal Technology — инженерное решение, которое герметизирует проколы от гвоздей и шурупов. С внутренней стороны шины наносят слой герметика наподобие смолы. Когда гвоздь прокалывает протектор, герметик обволакивает острие и тем самым не даёт воздуху выходить наружу. Если гвоздь выпадает, герметик заполняет собой образовавшееся отверстие. Максимальный диаметр прокола — 6 мм.

### Michelin в Германии
Michelin отказывается от производства грузовых шин в Германии, закрывает 2 завода в Карлсруэ и Трире (будут закрыты до конца 2025 года), в Хомбурге будет прекращено производство новых шин (для грузовиков) и полуфабрикатов, клиентский центр Michelin переносит из Карлсруэ в Польшу.

### Michelin в России
Официальная деятельность в России началась в 1907 году и была прекращена после революции 1917 года. Возобновление деятельности в стране произошло только в 1992 году.
С июля 2004 года у «Мишлен» работает завод по производству шин в посёлке Давыдово Орехово-Зуевского района Московской области. Численность персонала завода — около 1000 человек; объём выпуска — около 5 тыс. шин в день. Выпускаются автомобильные шины под марками Michelin, BF Goodrich. Гаммы — летние экономкласса Energy (так называемые «зелёные» шины, экономящие топливо) и зимние шипованные и нешипованные. Диаметры — от 13 до 16 дюймов. Продукция российского завода поставляется на конвейеры компаний «Форд», «Тойота», «Пежо» в России. Также на заводе имеется единственный в компании цех шипования, в котором шипуются все производимые «Мишлен» в Европе шипованные шины. С апреля 2011 года на заводе функционирует цех по восстановлению грузовых шин.
Помимо завода, в России действует коммерческое агентство, которое было впервые основано в 1913 году, и возрождено в 1997 году. На Россию приходилось около 1 % производства шин и 2 % их продаж.
В марте 2022 года «Мишлен» остановила производство, а также поставки продукции в Россию из-за санкций.

## Собственники и руководство
Акционеры компании:
- Французские институциональные инвесторы — 23,6 % акций,
- Иностранные институциональные инвесторы — 65,5 % акций,
- Частные лица — 9,2 %,
- Сотрудники компании — 1,7 %.

- Барбара Далибар (Barbara Dalibard, род. в 1958 году) — председатель наблюдательного совета.
- Ив Шапо (Yves Chapot, род. в 1962 году) — главный управляющий компании с мая 2018 года, в Michelin с 1992 года.

## Путеводители Мишлен
Компания известна не только как производитель шин, но и как издатель одного из наиболее авторитетных рейтингов ресторанов Европы, так называемого «Красного гида» (фр. Michelin, Le Guide Rouge). Также известен и «Зелёный гид» — туристический путеводитель. Красный гид начал издаваться с 1900 года, зелёный впервые вышел в 1968 году. В настоящий момент издаются красные гиды для большинства европейских стран и некоторых городов США. Выпуск зелёных гидов на русском языке осуществлялся издательством ABBYY Press.
Красный Гид в России: первый выпуск путеводителя по ресторанам Москвы представлен в 2021 году.

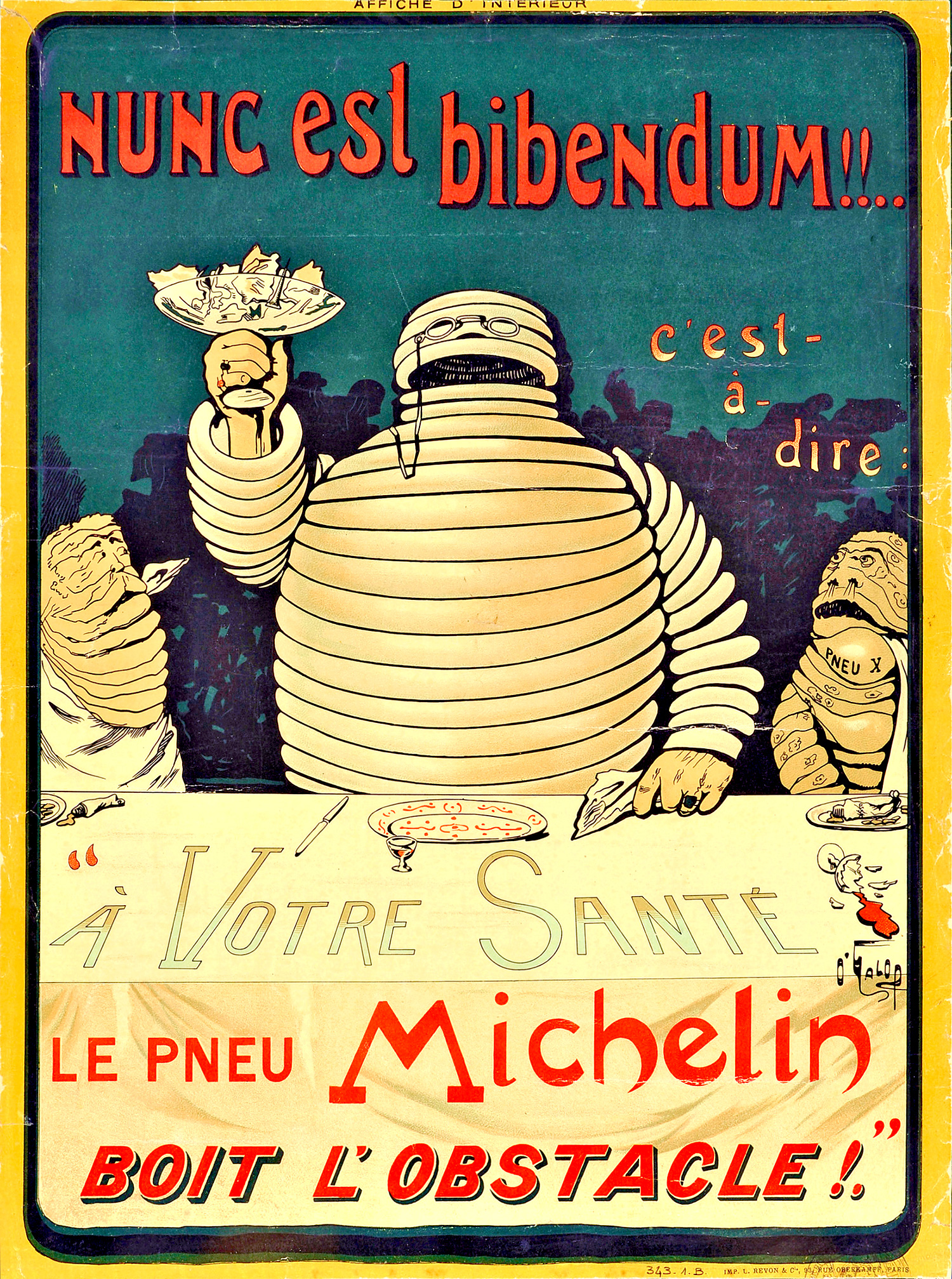
Старые плакаты с Бибендумом

## Символ компании (Мистер Мишлен, Бибендум)
Символ компании — шинный человечек Мистер Мишлен (Бибендум), нарисованный французским художником Мариусом О’Галопом (настоящая фамилия — Русийон, фр. Marius Rousillon) в 1898 году. На рекламном эскизе, от которого отказался пивовар из Мюнхена, грузный силуэт заполнял большую часть композиции. Он окружен пьянчужками, сотрясающими пустыми кружками с криками: «Nunc est bibendum!» («Если пить, так сейчас!», ода эпикурейца Горация). Внешне Бибендум как бы составлен из стопки шин разных диаметров, к которым приделаны руки.